# Spreewaldkrimi: Zeit der Wölfe
Zeit der Wölfe ist ein deutscher Fernsehfilm von Pia Strietmann aus dem Jahr 2020. Er ist der zwölfte Film aus der Kriminalfilmreihe Spreewaldkrimi und wurde am 27. April 2020 im ZDF als „Fernsehfilm der Woche“ ausgestrahlt.

## Handlung
Im Spreewald sterben kurz hintereinander zwei Menschen. Waldarbeiter Detlef Rotkreutz stürzt vom Baum und wenige Tage zuvor kommt bei einem Motorradunfall Philipp Dünnbier ums Leben. Da Fremdverschulden nicht auszuschließen ist, gehen die Fälle an die Polizei. Kommissar Thorsten Krüger weigert sich bei dem Fall zu ermitteln, weil er privat in einer Sinnkrise steckt. Ortspolizist Fichte ist sowieso nicht gut auf Krüger zu sprechen, da er ihm vorwirft ein Verbrechen gedeckt zu haben. Daher ermittelt Fichte mit Polizeianwärterin Luise Bohn und stößt sogleich auf die verdächtige Rockerbande „Die Wölfe“, die sich seit kurzem in der Gegend aufhalten.
Obwohl der Tod von Detlef Rotkreutz nach Aussage seines Kollegen ein bedauerlicher Arbeitsunfall sein soll, kann Fichte das nicht so recht nachvollziehen, zumal es eine Zeugin gibt, die von einem heftigen Streit der beiden Arbeitskollegen berichtet hatte. Aber auch ein Selbstmord wäre denkbar, denn laut Obduktionsergebnis litt Rotkreutz unheilbar an Krebs. Am Ende stellt sich heraus, dass der Motorradfahrer einen Koffer mit viel Geld dabei hatte, den die beiden Waldarbeiter gefunden hatten und in Streit gerieten, als der Koffer plötzlich nicht mehr in dem Versteck war. Bei diesem Streit kam Rotkreutz zu Tode.
Den Verbleib des Koffers kann Krüger klären, denn er hatte in den letzten Tagen mit dem Jäger Helmut Drilling Kontakt, der im Spreewald einem Wolf auf der Spur war und deshalb Wildkameras installiert hat. Somit hatte Drilling zufällig die beiden Waldarbeiter beim Verstecken des Koffers ertappt und das Geld heimlich an sich genommen. Allerdings behielt er es nicht für sich, sondern bedachte in den letzten Tagen öffentliche Einrichtungen und auch Rotkreutz' Witwe mit anonymen Geldspenden. Drilling übergibt Krüger einen Zettel mit russischen Autokennzeichen, der ebenfalls im Koffer lag. Fichte vermutet Autoschlepper oder Drogenkuriere, die im Auftrag der Rockerbande arbeiten. Luise Bohn findet heraus, dass ihr eigener Vater, ebenfalls Polizist, für die „Wölfe“ arbeitet. Aus ideologischen Gründen ist er der Meinung, die Ordnung des Landes in die eigenen Hände nehmen zu müssen. Fichte ist so gezwungen Dirk Bohn festzunehmen. Anhand der bekannten Autokennzeichen gelingt es der Polizei einen Waffenschmuggel beträchtlichen Ausmaßes zu verhindern.

## Hintergrund
Zeit der Wölfe wurde vom 17. September 2018 bis zum 19. Oktober 2018 gedreht. Als Schauplätze dienten der Spreewald und Umgebung.

## Rezeption

### Einschaltquote
Die Erstausstrahlung am 27. April 2020 im ZDF wurde von 6,66 Millionen Zuschauern verfolgt, was einem Marktanteil von 20,3 Prozent entsprach.

### Kritik
Rainer Tittelbach von Tittelbach.tv schrieb: Auch dieser „zwölfte ‚Spreewaldkrimi‘ […], bleibt der dekonstruktiven Linie der Reihe treu. Die Narration bildet die Ereignisse nicht immer chronologisch ab. Dadurch ist man als Zuschauer gezwungen, genauer hinzuschauen. So kann man Schönes & viel Düsteres sehen und dem Bösen selbst nachspüren.“ Der Film erzeugt „ein Geflecht an Erzählfragmenten und Bildern, das nie zu kompliziert, aber erst nach und nach durchschaubar wird. […] Die damit verbundene Wahrnehmung, die mehr mit dem Eintauchen ins Kinodunkel als mit der (Psycho-)Logik ‚realistischer‘ Fernsehfilme zu tun hat, ist & bleibt ein Alleinstellungsmerkmal der ‚Spreewaldkrimis‘.“
Die Community der Fernsehzeitschrift TV Spielfilm gab dem Film vier von fünf Sternen. Die Redaktion urteilte: „Hätten die Brüder Grimm Krimis geschrieben, wäre ein Fall wie dieser entstanden. In Rückblenden werden viele Fährten ausgelegt. Mystisch, versponnen, spannend“.
Jens Gebhardt von der Online-Plattform goldenekamera.de urteilte: „Ein packender Top-Krimi, mit einem bestens aufgelegten Hauptdarsteller, der scheinbar große Freude daran hat, mit inneren Dämonen und imaginären Erscheinungen zu kämpfen. Regisseurin Strietmann haucht dem manchmal allzu gewollt mystischen Landschaftskrimi neues Leben ein.“